# Александар Квашњевски
Александар Квашњевски (пољ. Aleksander Kwaśniewski) пољски је политичар, председник државе (1995–2005). Рођен је 15. новембра 1954. у Бјалогарду. Био је комуниста и активан у Социјалистичкој унији пољских студената. Био је министар спорта осамдесетих година. Бивши је вођа партије по имену Socjaldemokracja Rzeczypospolitej Polskiej.
За председника је изабран 1995. након победе над Лехом Валенсом. Поново је изабран 2000.